# Nickelodeon Deutschland
Nickelodeon ([ˌnɪkəˈloʊdiən], englisch „billiges Film- oder Varietétheater“, „Musikautomat“) ist der deutschsprachige Sender in Deutschland von Nickelodeon, dem Kinderprogramm von Paramount Global. Der Sender bestand vom 5. Juli 1995 um 13:00 Uhr bis zum 31. Mai 1998 um 20:00 Uhr unter dem Namen Nickelodeon sowie als Relaunch seit dem 12. September 2005 unter dem Namen Nick. Zwischen dem 31. März 2010 und dem 27. Juni 2017 sendete man erneut unter dem Namen Nickelodeon. Seit dem 1. August 2023 sendet Nick wieder als Nickelodeon.

## Geschichte

### Nickelodeon 1995–1998
Im Jahr 1994 wurde bekannt, dass der US-amerikanische Sender Nickelodeon bei der Landesmedienanstalt Nordrhein-Westfalen eine Lizenz für den ersten werbefinanzierten Kindersender in Deutschland beantragt hatte und 1995 auf Sendung gehen wollte. Vor Sendebeginn erwarb der deutsche Spielehersteller Ravensburger einen Anteil in Höhe von zehn Prozent an Nickelodeon Deutschland und kündigte auch eine operative Beteiligung an der Entwicklung und der Produktion von Sendungen an. Als der Sender am 13. Juli 1995 auf Sendung ging, war dieser zunächst mit einem 6-stündigen Testbetrieb nur über den Satelliten DFS-Kopernikus (hier war in den Nachtstunden eine Endlosschleife mit Ausschnitten aus diversen Nickelodeon-Serien zu sehen.) und wenigen Kabelnetzen in Nordrhein-Westfalen empfangbar, später dann auch über den Astra-Satelliten und bundesweit via Kabel. Das Fachmedium Horizont bilanzierte nach dem ersten halben Betriebsjahr eine „schleppend voranschreitende Kabeleinspeisung und verhaltenes Interesse der nationalen Werbetreibenden“. Ende 1995 wurde demnach eine technische Reichweite von 10,2 Millionen Haushalten erreicht. Von 1996 an teilte sich Nickelodeon Deutschland den Kanal mit dem deutsch-französischen Kultursender Arte (über Astra und Kabel). Als der öffentlich-rechtliche Kinderkanal startete, wechselte Nickelodeon den Sendeplatz und teilte sich von nun an einen Astra-Transponder mit dem Musiksender VH-1 Deutschland.
Anfangs sendete der deutsche Ableger des erfolgreichen US-Kindersenders nur für 6 Stunden; im Oktober 1995 jedoch nahm der Sender sein reguläres Programm auf und war seitdem täglich 14 Stunden auf Sendung, von 6 bis 20 Uhr. Zwischenzeitlich wurde die Sendezeit nochmals gekürzt, als sich Nickelodeon mit ARTE einen Sendeplatz teilte. Ab 1997 wurde die Sendezeit wieder auf 20 Uhr verlängert.
Mit dem Start des öffentlich-rechtlichen Kinderkanals verlor Nickelodeon in vielen Kabelnetzen seinen Sendeplatz; dadurch schrumpfte die Reichweite. Am Pfingstwochenende im Mai 1998 wurde der Sender kurzfristig eingestellt. Gründe für den Sendeschluss waren geringe Einschaltquoten, der Erfolg des Kinderkanals und die niedrige Attraktivität für Werbekunden durch die geringe Reichweite des Senders.
Einige Monate nach der Einstellung des Senders startete am 28. September 1998 ein Nickelodeon-Programmfenster auf dem öffentlich-rechtlichen Schweizer Fernsehsender SF zwei. In diesem Fensterprogramm wurden u. a. Restbestände des deutschen Nickelodeons gezeigt. Das schweizerische Programmfenster bestand bis 2003; nach 5 Jahren Sendezeit beendete SF DRS den Vertrag mit Nickelodeon.

### Nick 2005–2010

Das Nick-Logo bis 30. März 2010

Am 7. April 2005 verkündete die damalige Geschäftsführerin von MTV Central, Catherine Mühlemann, dass Nickelodeon am 12. September 2005 als Nick wieder in Deutschland starten werde.
Am 12. September 2005 um 6:00 Uhr wurde Nick als neuer Sender reaktiviert; man übernahm hierzu die Frequenzen des Musiksenders MTV2 Pop, der einer von vier Kanälen war, die Viacom in Deutschland betrieb. Dieser hatte am 11. September 2005 den Betrieb eingestellt, und ein 24-Stunden-Countdown wurde gestartet.
Ab dem März 2006 gingen zusätzlich zu den internationalen Serien eigenproduzierte deutsche Shows an den Start. Im Oktober 2007 fanden erstmals die Nickelodeon Kids’ Choice Awards (damals: Nick Kids Choice Awards) in Deutschland statt.
Im Juni 2007 präsentierte der Sender seinen neuen Claim Nick kommt mit. Am 1. Dezember 2007 startete in Deutschland mit Nick Premium ein Ableger von Nick über die Pay-TV-Plattform Premiere Star.
Zu Beginn des Jahres 2008 versuchte Nick ab 20:15 Uhr ein Familienprogramm für die Zielgruppe der 14- bis 49-Jährigen unter der Marke Nick nach acht zu etablieren. Gezeigt wurden im Hauptabendprogramm Tierdokumentationen wie unter anderem Tierisch Extrem und Jung und Wild, Cartoons wie Die Ren und Stimpy Show und CatDog, sowie zahlreiche Serienklassiker. Im Oktober 2008 wurde eine neue Rubrik unter dem Titel Nick nach acht-Schocker gesendet, passend zur Nick Schocktober-Kampagne.
Zum 15. Dezember 2008 wurde Nick nach acht eingestellt und durch ein Programmfenster des Senders Comedy Central ersetzt. Dieser gab, nach einer Umstellungsphase für Kabelnetzbetreiber, die zum 13. Januar 2009 endete, seine eigenen Frequenzen auf. Nick war mit diesem Schritt nicht mehr rund um die Uhr, sondern nur noch von 5:45 bis 20:15 Uhr zu empfangen.

### Nickelodeon 2010–2017

Das Nickelodeon-Logo bis 27. Juni 2017

Am 31. März 2010 wurde Nick in Nickelodeon umbenannt. Grund dafür war die internationale Neuausrichtung der Nickelodeon-Senderfamilie durch Viacom. Zukünftig gibt es, wie schon bei MTV, nur noch ein weltweites Senderdesign, welches auf allen Sendern in 172 Ländern unter dem Namen „Nickelodeon“ laufen wird. Der Pay-TV-Ableger Nick Premium wurde in Nicktoons umbenannt, bei den Websites und Nick Jr. wurde lediglich das Design geändert. Im Zuge des Rebrandings wurde das komplette Programm (mit Ausnahme jener Sendungen, die noch im 4:3-Format produziert wurden) auf 16:9 umgestellt.
Am 28. Mai 2010 fand in Zusammenarbeit mit dem Deutschen Kinderhilfswerk anlässlich des Weltspieltages der Nickelodeon Spieltag nach dem Vorbild des US-Nickelodeon’s Worldwide Day of Play statt. An diesem Tag wurde das Programm von Nickelodeon von 12 bis 18 Uhr nicht ausgestrahlt, sondern nur eine Aufforderung an die Kinder gezeigt, dass sie draußen spielen sollten. Seitdem findet jedes Jahr im Sommer ein Spieltag statt.
Nach drei Jahren Pause kehrte 2010 das Format Nick Talent wieder zurück. Anstatt Banaroo wurden Hadnet Tesfai, Volker Neumüller und Frank Ziegler als Jury ausgewählt. Die Kandidaten wurden von den Hauptdarstellern Kristina Dumitru, Marc Dumitru, Féréba Koné und Alicia Endemann von Das Haus Anubis unterstützt. Am 12. September 2010 feierte Nickelodeon seinen 5. Geburtstag mit vielen Specials.
Ab dem 21. Dezember 2010 sendete Nickelodeon mit einem leicht veränderten Logo, es wurde nun etwas größer und dreidimensional dargestellt. Passend zum neuen Logo wurden auch die Programmeinblendungen und die Werbetrenner leicht überarbeitet. Seit dem 23. Mai 2011 sendet Nickelodeon Deutschland über Satelliten-Signal in voller PAL-Auflösung. Seit dem 2. Oktober 2011 sendet Nickelodeon ausschließlich in 16:9. Sendungen im 4:3-Format werden auf 14:9 aufgezoomt. Die gleiche Software wird seitdem auch bei Comedy Central eingesetzt und fand ihre Anwendung ab dem 22. März 2011 bei VIVA.
Am 1. Januar 2012 wurde der analoge Sendebetrieb über Satellit von Nickelodeon eingestellt. Der Sender ist somit über Satellit nur noch digital zu empfangen. Ab dem 12. August 2013 wurde ein moderiertes Nachmittagsprogramm zwischen 16:25 und 18:00 Uhr eingeführt. In circa zweiminütigen Clips der Sendung Nickelodeon Alaaarm führen Laura Garde und Sascha Quade durch den Nachmittag. Inzwischen ist das Format nicht mehr im Programm zu finden.
Ab dem 23. September 2013 wurde erneut ein neues Design verwendet. Man startete zeitgleich die Kampagne Mach mal … Neben Idents und Trailern während des regulären Programms suchte Nickelodeon nach dem besten Tanz zum eigens für die Kampagne komponierten Song Fzzzl Wow Zoom der Nickelodeon-Band Razzzonicks. Der Gewinner gewann eine Reise zu den Nickelodeon Kids’ Choice Awards 2014 und war im europaweiten Musikvideo zum Song zu sehen. Das Musikvideo feierte seine Premiere am 16. Januar 2014 im Programm von Nickelodeon.
Von Oktober 2014 bis November 2018 war Nickelodeon wieder 24 Stunden am Tag zu sehen. Das Tagesprogramm (5:45–21:00 Uhr) richtete sich an Kinder im Alter von 3 bis 13 Jahren. Das Abendprogramm (21:00–5:45 Uhr) richtete sich, im Gegensatz zu den Konkurrenten Super RTL und Disney Channel, an Jugendliche oder junge Erwachsene, wurde von Stunde zur Stunde für ältere Zuschauer ausgelegt und trug den Namen Nicknight. Comedy Central teilte sich seit dem 8. September 2014 den Sendeplatz mit VIVA.
Seit dem 1. und dem 27. Juni 2017 ist die analoge Verbreitung des Kabelnetzes von Unitymedia eingestellt. Auch Nickelodeon ist in vielen Bundesländern somit auch im Kabelnetz nur noch digital empfangbar.

### Nick 2017–2023

Das Nick-Logo bis 31. Juli 2023

Ab dem 28. Juni 2017 sendete der Kindersender in Deutschland, Österreich und der Schweiz wieder unter der Kurzform Nick. Der Name Nickelodeon bestand jedoch als Dachmarke weiter.
Am 4. September 2018 gab Viacom bekannt, dass Nick Deutschland ab 1. November 2018 mit MTV Germany zeitlich partagiert wird. In diesem Zusammenhang wurde Nicknight in Deutschland eingestellt. Auf Nick Deutschland sendet nun MTV Germany von 20:15 Uhr bis 5:00 Uhr und zudem sein Programm um eine Stunde zeitversetzt gegenüber dem 24/7-Sender von MTV Germany. Ziel der Umstellung sei es, die Marke MTV in Deutschland bekannter zu machen. Österreich und die Schweiz sind von den Änderungen nicht betroffen, dort läuft Nicknight weiter.
Seit dem 4. Februar 2019 wird auf das Programmfenster von Nick Jr. verzichtet. Somit sendet Nick von 5:00 bis 20:15 Uhr durchweg.
Am 1. März 2021 wurde die Programmschiene MTV+ durch Comedy Central +1 ersetzt. Diese zeigt das Comedy Central-Programm um eine Stunde zeitversetzt. Im Gegensatz zum MTV-Programm endet das Fenster des Comedy Central-Programms bereits um 1:00 Uhr nachts, die Zeit bis 5:00 Uhr wurde vom 2. März 2021 bis zum 4. März 2021 und am 6. März 2021 durch das wiederbelebte Nicknight-Fenster gefüllt, wobei es sich bei der Ausstrahlung von Nicknight jedoch um einen technischen Fehler gehandelt haben könnte. Am 5. März 2021 und seit dem 7. März 2021 läuft in dieser Zeit ebenfalls Nick.

### Nickelodeon seit 2023
Seit dem 1. August 2023 sendet der Sender erneut als Nickelodeon. Hintergrund ist ein neues internationales Design, das seit März 2023 verwendet wird. Im Zuge dessen wurde der Name angepasst und das Logo erneuert. Dieses befindet sich, erstmals in der Geschichte des deutschen Ablegers, nun in der oberen rechten Bildschirmecke. Zuvor war das Logo ausschließlich in der oberen linken Bildschirmecke angeordnet. Die Umstellung erfolgte morgens um 5:00 Uhr.
Am 23. April 2024 wurde bekannt, dass Paramount Global den deutschen Nickelodeon-Ableger an Super RTL verkaufen möchte. Bei einer Zustimmung des Bundeskartellamts wäre  die Marke Nickelodeon als Sender nach 1998 ein zweites Mal aus Deutschland verschwunden. So war geplant den Sender nach einer Übergangszeit unter der Marke Toggo weiterzuführen, jedoch weiter vor allem mit Sendungen aus dem Nickelodeon-Portfolio zu bestücken.  Nachdem das Bundeskartellamt RTL und Paramount mitgeteilt hat, den geplanten Zusammenschluss von Super RTL und Nickelodeon zu untersagen beabsichtige, zog RTL den entsprechenden Antrag zurück. Grund hierfür waren bedenken seitens des Bundeskartellamtes und der Kommission zur Ermittlung der Konzentration im Medienbereich, dass RTL eine zunehmende Dominanz der Bewegtbildwerbung für die Zielgruppe von drei bis 13 Jahren bekommen würde.

## Marktanteile
In der ersten Sendephase erzielte Nickelodeon Deutschland im März 1996 bei den 3- bis 13-Jährigen einen Marktanteil von 1,1 %. Ebenfalls 1,1 %, allerdings für den Markt in allen Altersklassen, wurden im Dezember 1996 erreicht. Für das gesamte Jahr 1997 wurde im Gesamtmarkt ein durchschnittlicher Anteil von 0,8 % erfasst, bei den 3- bis 13-Jährigen ein Anteil von 5,1 %. Kurz vor der Einstellung des Programms wurde für den April 1998 ein Marktanteil bei den 3- bis 13-Jährigen von etwas über 9 % bilanziert.
| Jahr | ab 3 Jahre | 3–13 Jahre |
| ---- | ---------- | ---------- |
| 2005 | k. A.      | 05,0 %     |
| 2006 | 00,5 %     | 06,5 %     |
| 2007 | 00,7 %     | 09,3 %     |
| 2008 | 00,8 %     | 10,7 %     |
| 2009 | 00,9 %     | 12,7 %     |
| 2010 | 00,8 %     | 12,6 %     |
| 2011 | 00,8 %     | 13,3 %     |
| 2012 | 00,7 %     | 11,5 %     |
| 2013 | 00,7 %     | 11,6 %     |
| 2014 | 00,6 %     | 09,8 %     |
| 2015 | 00,8 %     | 09,2 %     |
| 2016 | 00,7 %     | 08,0 %     |
| 2017 | 00,6 %     | 07,8 %     |
| 2018 | 00,5 %     | 07,4 %     |
| 2019 | 00,3 %     | 06,4 %     |
| 2020 | 00,3 %     | 06,4 %     |
| 2021 | 00,2 %     | 04,9 %     |
| 2022 | 00,2 %     | 05,6 %     |
| 2023 | 00,2 %     | 05,9 %     |

### 3 bis 13 Jahre
Man lag seit dem Neustart durchweg hinter KiKA und Super RTL sowie seit 2015 dauerhaft auf Platz 4. Bis 2009 konnte man seinen Marktanteil bis auf mehr als das Doppelte steigern und erreichte 2011 den bisherigen Höchstwert von 13,3 %. Betrachtet wird hierbei lediglich der Zeitraum von 6:00 bis 20:15 Uhr. Seit 2011 ist ein kontinuierlicher Abwärtstrend erkennbar. Mit 4,9 % erreichte Nickelodeon 2021 einen Negativrekord und unterbot den bisher geringsten Marktanteil von 5,0 % aus dem Neustartjahr 2005 um 0,1 %.

### Ab drei Jahren
Das Jahr mit dem höchsten Marktanteil seit dem Neustart war 2009 mit einem Anteil von 0,9 %. Nickelodeon bildet inzwischen das Schlusslicht unter den frei empfangbaren Kindersendern und erreichte 2022 nur noch 0,2 % des Gesamtpublikums, so wenig wie nie zuvor.
| Monat im Jahr 2005 | ab 3 Jahre |
| ------------------ | ---------- |
| September          | 00,3 %     |
| Oktober            | 00,5 %     |
| November           | 00,5 %     |
| Dezember           | 00,5 %     |

1. ↑  12. September 2005 bis 30. September 2005.

Im Jahr 2005 konnte durch den Start im September kein Jahresmarktanteil veröffentlicht werden. Allerdings wies Nickelodeon auch dort bereits Monatsmarktanteile aus, die sich, mit Ausnahme auf den September 2005, auf dem Jahresniveau von 2006 befanden.

## Sendezeiten
Die Sendezeiten von Nickelodeon variieren deutlich. Folgend eine Übersicht über die jeweiligen Sendezeiten. Abweichende Zeiten am Wochenende sind dabei kursiv hinterlegt.

### Erstes Nickelodeon
|                                              | 00:00 Uhr        | 06:00 Uhr       | 07:30 Uhr       | 08:00 Uhr       | 13:00 Uhr       | 17:00 Uhr       | 19:00 Uhr       | 20:00 Uhr        |
| -------------------------------------------- | ---------------- | --------------- | --------------- | --------------- | --------------- | --------------- | --------------- | ---------------- |
| 5. Juli 1995 bis Oktober 1995                | Trailerschleife  | Trailerschleife | Trailerschleife | Trailerschleife | Nickelodeon     | Nickelodeon     | Trailerschleife | Trailerschleife  |
| 5. Juli 1995 bis Oktober 1995                | Trailerschleife  | Trailerschleife | Trailerschleife | Nickelodeon     | Trailerschleife | Trailerschleife | Trailerschleife | Trailerschleife  |
| Oktober 1995 bis 1996                        | Trailerschleife  | Nickelodeon     | Nickelodeon     | Nickelodeon     | Nickelodeon     | Nickelodeon     | Nickelodeon     | Trailerschleife  |
| 1996 (zuerst)                                | Arte             | Nickelodeon     | Nickelodeon     | Nickelodeon     | Nickelodeon     | Arte            | Arte            | Arte             |
| 1996 (später)                                | Arte             | Nickelodeon     | Nickelodeon     | Nickelodeon     | Nickelodeon     | Nickelodeon     | Arte            | Arte             |
| 1. Januar 1997 bis 31. Mai 1998 (über Astra) | VH-1 Deutschland | Nickelodeon     | Nickelodeon     | Nickelodeon     | Nickelodeon     | Nickelodeon     | Nickelodeon     | VH-1 Deutschland |
| 1. Januar 1997 bis 31. Mai 1998 (über Kabel) | Trailerschleife  | Nickelodeon     | Nickelodeon     | Nickelodeon     | Nickelodeon     | Nickelodeon     | Nickelodeon     | Trailerschleife  |

### Zweites Nickelodeon/Nick
|                                               | 00:00 Uhr                  | 01:00 Uhr                  | 02:00 Uhr                  | 03:00 Uhr                  | 04:00 Uhr                  | 05:00 Uhr                  | 05:45 Uhr                  | 06:00 Uhr   | 07:30 Uhr   | 08:00 Uhr   | 09:40 Uhr   | 10:00 Uhr   | 20:15 Uhr                  | 21:00 Uhr                  | 21:15 Uhr                  |
| --------------------------------------------- | -------------------------- | -------------------------- | -------------------------- | -------------------------- | -------------------------- | -------------------------- | -------------------------- | ----------- | ----------- | ----------- | ----------- | ----------- | -------------------------- | -------------------------- | -------------------------- |
| 12. September 2005 bis 3. Juni 2006           | NICK Comedy                | NICK Comedy                | NICK Comedy                | NICK                       | NICK                       | NICK                       | NICK                       | Nick Jr.    | Nick Jr.    | Nick Jr.    | Nick Jr.    | NICK        | NICK                       | NICK                       | NICK Comedy                |
| 3. Juni 2006 bis 31. Dezember 2007            | NICK                       | NICK                       | NICK                       | NICK                       | NICK                       | NICK                       | NICK                       | Nick Jr.    | Nick Jr.    | Nick Jr.    | Nick Jr.    | NICK        | NICK                       | NICK                       | NICK                       |
| 1. Januar 2008 bis 14. Dezember 2008          | Nick nach acht             | Nick nach acht             | Nick nach acht             | Nick nach acht             | Nick nach acht             | Nick nach acht             | Nick nach acht             | Nick Jr.    | Nick Jr.    | Nick Jr.    | Nick Jr.    | NICK        | Nick nach acht             | Nick nach acht             | Nick nach acht             |
| 15. Dezember 2008 bis 30. März 2010           | Comedy Central Deutschland | Comedy Central Deutschland | Comedy Central Deutschland | Comedy Central Deutschland | Comedy Central Deutschland | Comedy Central Deutschland | Comedy Central Deutschland | Nick Jr.    | Nick Jr.    | Nick Jr.    | Nick Jr.    | NICK        | Comedy Central Deutschland | Comedy Central Deutschland | Comedy Central Deutschland |
| 31. März 2010 bis 30. September 2014          | Comedy Central Deutschland | Comedy Central Deutschland | Comedy Central Deutschland | Comedy Central Deutschland | Comedy Central Deutschland | Comedy Central Deutschland | Comedy Central Deutschland | Nickelodeon | Nick Jr.    | Nick Jr.    | Nick Jr.    | Nickelodeon | Comedy Central Deutschland | Comedy Central Deutschland | Comedy Central Deutschland |
| 1. Oktober 2014 bis 27. Juni 2017             | Nicknight                  | Nicknight                  | Nicknight                  | Nicknight                  | Nicknight                  | Nicknight                  | Nickelodeon                | Nick Jr.    | Nick Jr.    | Nickelodeon | Nickelodeon | Nickelodeon | Nickelodeon                | Nicknight                  | Nicknight                  |
| 28. Juni 2017 bis 31. August 2017             | Nicknight                  | Nicknight                  | Nicknight                  | Nicknight                  | Nicknight                  | Nicknight                  | Nick Jr.                   | Nick Jr.    | Nick Jr.    | Nick        | Nick        | Nick        | Nick                       | Nicknight                  | Nicknight                  |
| 1. September 2017 bis 2. Oktober 2017         | Dauerwerbesendung          | Dauerwerbesendung          | Nicknight                  | Nicknight                  | Nicknight                  | Nicknight                  | Nick Jr.                   | Nick Jr.    | Nick Jr.    | Nick        | Nick        | Nick        | Nick                       | Nicknight                  | Nicknight                  |
| 3. Oktober 2017 bis 31. Oktober 2018          | Dauerwerbesendung          | Dauerwerbesendung          | Nicknight                  | Nicknight                  | Nicknight                  | Nick Jr.                   | Nick Jr.                   | Nick Jr.    | Nick Jr.    | Nick        | Nick        | Nick        | Nick                       | Nicknight                  | Nicknight                  |
| 1. November 2018 bis 3. Februar 2019          | MTV+                       | MTV+                       | Dauerwerbesendung          | Dauerwerbesendung          | MTV+                       | Nick Jr.                   | Nick Jr.                   | Nick Jr.    | Nick Jr.    | Nick Jr.    | Nick        | Nick        | MTV+                       | MTV+                       | MTV+                       |
| 4. Februar 2019 bis 1. März 2021              | MTV+                       | MTV+                       | Dauerwerbesendung          | Dauerwerbesendung          | MTV+                       | Nick                       | Nick                       | Nick        | Nick        | Nick        | Nick        | Nick        | MTV+                       | MTV+                       | MTV+                       |
| 2. März 2021 bis 4. März 2021 & 6. März 2021  | Comedy Central +1          | Nicknight                  | Nicknight                  | Nicknight                  | Nicknight                  | Nick                       | Nick                       | Nick        | Nick        | Nick        | Nick        | Nick        | Comedy Central +1          | Comedy Central +1          | Comedy Central +1          |
| 5. März 2021 & 7. März 2021 bis 31. Juli 2023 | Comedy Central +1          | Nick                       | Nick                       | Nick                       | Nick                       | Nick                       | Nick                       | Nick        | Nick        | Nick        | Nick        | Nick        | Comedy Central +1          | Comedy Central +1          | Comedy Central +1          |
| seit 1. August 2023                           | Comedy Central +1          | Nickelodeon                | Nickelodeon                | Nickelodeon                | Nickelodeon                | Nickelodeon                | Nickelodeon                | Nickelodeon | Nickelodeon | Nickelodeon | Nickelodeon | Nickelodeon | Comedy Central +1          | Comedy Central +1          | Comedy Central +1          |

## Programmfenster

### Nick Jr.
Wochentäglich am Morgen und Vormittag wurde von September 2005 bis Februar 2019 das an Vorschulkinder gerichtete Programmfenster Nick Jr. ausgestrahlt, das Programmformate des gleichnamigen Pay-TV-Senders ausstrahlt. Bereits beim ersten deutschen Nickelodeon existierte ein Programmfenster namens Zirkus Nickelodeon, das später in Nick Jr. umbenannt wurde. Dieses Programmfenster wurde in Deutschland zum 3. Februar 2019 eingestellt. Die Sendezeit wurde mit dem regulären Nick-Programm gefüllt.

### NICK Comedy
NICK Comedy war ein Programmfenster, mit dem Nick ab dem 12. September 2005 Montag bis Freitag ab 21:15 Uhr und am Wochenende ab 20:15 Uhr ein Abendprogramm mit dem Schwerpunkt Comedyserien ausstrahlte. Es wurde im Juni 2006 zugunsten von Comedy Central eingestellt, das am 14. Januar 2007 startete.

### Nick nach acht
Nick nach acht war ein Programmfenster, mit dem Nick ab dem 1. Januar 2008 täglich ab 20:15 Uhr ein Abendprogramm für die Familie ausstrahlte. Es wurde am 15. Dezember 2008 zugunsten der Ausstrahlung von Comedy Central auf der Nick-Frequenz eingestellt.

### Nicknight
Nicknight (eigene Schreibweise: nicknight) war ein Programmfenster, das ab dem 1. Oktober 2014 jeden Abend ab 21:00 Uhr die „älteren“ jugendlichen Zuschauer ansprach und bis 5:00 Uhr ein klares Gegenstück zum Nick-Programm darstellte, das für Kleinkinder und Kinder gedacht ist. Das Programmfenster wurde in Deutschland zum 1. November 2018 eingestellt. Anstelle dessen lief anfangs eine Timeshift-Version des Senders MTV, MTV+. Vom 2. März 2021 bis zum 4. März 2021 und am 6. März 2021 sendete das wiederbelebte Nicknight wieder zwischen 1:00 und 5:00 Uhr nachts auch in Deutschland. Möglicherweise handelte es sich bei der Ausstrahlung um März 2021 jedoch nur um einen technischen Fehler. Zurzeit wird von 20:15 bis 1:00 Uhr Comedy Central+1 ausgestrahlt, in der restlichen Sendezeit Nickelodeon, wobei zwischen 1:00 und 5:00 Uhr vor allem Archivware wie alte Nicktoons gezeigt werden.

## Ableger

### Pay-TV

#### Nicktoons

Nicktoons-Logo seit Juli 2016

Am 1. Dezember 2007 startete in Deutschland mit Nick Premium ein Ableger von Nickelodeon über die Pay-TV-Plattform Premiere Star. Ab dem 9. Juli 2009 erfolgte die Ausstrahlung über Sky Welt Extra. Der Ableger sendete anfangs täglich von 6:00 bis 20:00 Uhr (Partagierung mit MTV Entertainment), seit dem 10. Januar 2010 wird 24 Stunden gesendet. Am 31. März 2010 wurde der Sender in Nicktoons (eigene Schreibweise: nicktoons) umbenannt. Am 30. Juni 2014 stellte Nicktoons den Sendebetrieb via Sky ein, der Sender ist aber weiterhin in Kabelnetzen empfangbar.
Seit dem 17. April 2016 ist Nicktoons über Magine TV zu empfangen. Seit Juli 2016 sendet Nicktoons mit neuem Design. Der Grund für die Neugestaltung ist die europaweite Änderung des Designs. Zum 28. Februar 2019 wurde Nicktoons nicht mehr über Magine TV verbreitet. Grund ist die Einstellung des Anbieters Magine TV in Deutschland. Der Sender war weiterhin im Kabelnetz von Unitymedia empfangbar, wurde aber nach der Übernahme durch Vodafone im Zuge einer Netzharmonisierung im Laufe des Aprils 2021 ersatzlos abgeschaltet. Seit April 2020 ist der Sender wieder auf Sky zu sehen. Dort ist er dann mit Sky Q oder Sky Ticket Entertainment empfangbar.

#### Nick Jr.
Am 31. März 2009 startete im Kabelnetz der Unitymedia zusätzlich der Nick-Ableger für Vorschulkinder Nick Jr. (eigene Schreibweise: nick jr.), und am 2. April 2009 bei Kabel Deutschland. Bei PŸUR ist Nick Jr. ebenfalls verfügbar. Dieser Sender ist ebenfalls nur als 24 Stunden langes Pay-TV-Angebot empfangbar. Seit April 2020 ist der Sender auch auf Sky zusenden. Mit Sky Q oder Sky Ticket Entertainment empfangbar.

#### Nick Jr. HD
Seit dem 10. Dezember 2014 ist Nick Jr. in HD bei Vodafone Kabel Deutschland im Vielfalt HD Extra Paket empfangbar.

#### Nick Music
Seit dem 1. Juni 2021 ist Nick Music auch in europäischen Kabel- und Satellitennetzen verfügbar und ersetzte den Kanal MTV Music 24, der Sender richtet sich an Kinder im Alter von 6 bis 11 Jahren. Damit ist der Sender auch in Deutschland, Österreich und der Schweiz empfangbar.

### Nickelodeon HD Deutschland

Cornerlogo der deutschen HD-Variante

Am 16. Mai 2011 startete die deutsche HD-Version von Nickelodeon unter dem Namen Nickelodeon HD im Entertain-Paket von der Telekom. Seit dem 1. Juni 2011 ist der Sender auch via Satellit über HD+ zu empfangen. Im deutschen On Air Design des US-amerikanischen Senders wird anstatt des HD-Logos lediglich ein Schriftzug „HD“ in der rechten unteren Ecke angezeigt. Dabei spielt es keine Rolle, ob die gerade gesendete Sendung im nativen HD ausgestrahlt wird. Der Schriftzug dient als Zusatz zum normalen Logo. Nickelodeon HD sollte seit 1. Oktober 2014 weiter über HD+ verfügbar sein. Comedy Central HD sollte für HD+ abgeschaltet werden.
Seit dem 25. November 2014 gibt es Nickelodeon HD auch bei Vodafone Kabel Deutschland und seit dem 15. Januar 2015 auch auf Zattoo im HiQ-Paket. Seit dem 17. April 2016 ist Nickelodeon HD über Magine TV zu empfangen. Nickelodeon HD ist auch über DVB-T2 HD via Freenet TV zu empfangen. Am 28. Juli 2017 wurde Nickelodeon HD zu Nick HD. Zum 1. März 2019 wurde die Verbreitung der HD-Version von Nick HD via Satellit eingestellt und durch Comedy Central HD ersetzt. Somit kann Nickelodeon nur noch in SD-Qualität über Satellit empfangen werden. Im Kabelnetz von PŸUR ist Nickelodeon HD ebenfalls verfügbar.

### Pluto TV
Am 3. August 2020 bekam der Sender drei neue Ableger auf dem kostenfreien werbefinanzierten Dienst Pluto TV. Nick Pluto TV zeigt vielen Serien aus dem derzeitigen Nickelodeon-Programm, aber auch ältere Serien. Nick Jr. Pluto TV zeigt Serien für jüngere Zuschauer und Nick Rewind alte und neue Serien, die sich an Jugendliche richten. Neben diesen Sendern bestehen auch serienbezogene Ableger auf Pluto TV, die rund um die Uhr eine bestimmte Serie zeigen (wie „SpongeBob“). Seit dem 17. August 2020 gibt es zudem noch Teennick auf Pluto TV, welches sich ähnlich wie Nicknight an Jugendliche und junge Erwachsene richtet.

## Sendungen
| - Rugrats - Hey Arnold! - Rockos modernes Leben - Die Biber Brüder - Felix der Kater - Der Prinz von Atlantis - Tiger und Toni (mit Nina Hagen) - Die Ren & Stimpy Show - Piff und Herkules - Costa - C.L.Y.D.E - Aaahh!!! Monster - Montana - Die Sternenkinder - Odyssee ins Traumland - Space Cases - Little Rosy - 15 - The One - Die Bobobobs - Kleine Tiere Grosser Spass - Jim Hensons Animal Show - Nick Clips (Top 5 der Aktuellen Musikvideos) - Galaxy High - KaBlam! - Cubitus | - Doug - Press Gang - Kenan & Kel - Von Küste zu Küste - Clarissa - Wuff! – Manchmal bin ich ein Hund - Die Fälle der Shirley Holmes - Pete & Pete - Was ist los mit Alex Mack? - Grusel, Grauen, Gänsehaut - Der kleine Horrorladen - M.O.T. - Robinson Sucroe - Allegras Freunde - Alles Klar! - Nick-Live-Club/Hugos Nick-Live-Club - Hilf Mit! - 24/7 Zeitschrift der TelefonSeelsorge Deutschland - Nick-Verleihung 96/97 - Global Guts - Lucky Luke - Die Drillinge - David, der Kabauter - Prinzessin Lila und die Smoggies - Geschichten aus der Gruft |

| - Alles Nick! - Artzooka! - Die Torpiraten - Kids Top 20 - Nick Talent - Nickelodeon Alaaarm - Nickelodeon Kids’ Choice Awards - Das Haus Anubis - Hotel 13 - n-blick - Nickelodeon Weltbeschützer - Quatsch mit Soße - Spielegalaxie - Was ist was TV - GEOlino TV - Cheeese - Hey Nickelodeon! - Cool Factor - Spotlight |

## Moderatoren
| Moderator/in         | bei Nickelodeon | Sendung(en)                                                                                      |
| -------------------- | --------------- | ------------------------------------------------------------------------------------------------ |
| Bürger Lars Dietrich | 2006–2009       | Alles Nick!, Nickelodeon Kids’ Choice Awards, Nick Talent                                        |
| Elton                | 2007            | Nickelodeon Kids’ Choice Awards                                                                  |
| Florian Prokop       | 2012            | Nickelodeon Kids’ Choice Awards                                                                  |
| Franziska Alber      | 2011–2012       | Cheeese, Nickelodeon Kids’ Choice Awards                                                         |
| Julia Schäfle        | 2013            | Cheeese, Nickelodeon Kids’ Choice Awards                                                         |
| Kathy Weber          | 2006–2007       | Alles Nick!                                                                                      |
| Laura Louisa Garde   | 2013–2016       | Nickelodeon Alaaarm, Nickelodeon Kids’ Choice Awards                                             |
| Marcus Werner        | 2008–2010       | Nickelodeon Weltbeschützer, Spielegalaxie                                                        |
| Mirko Reeh           | 2006–2007       | Quatsch mit Soße                                                                                 |
| Nela Panghy-Lee      | 2006–2011       | Alles Nick!, Nickelodeon Kids’ Choice Awards, (Das Haus Anubis rockt) Nick Talent, Spielegalaxie |
| Nika Krosny          | 2006            | Kids Top 20                                                                                      |
| Nils Bomhoff         | 2010            | Artzooka!                                                                                        |
| Noah Matheis         | 2011            | Team Planet                                                                                      |
| Patrick Baehr        | 2013            | Cheeese                                                                                          |
| Sascha Quade         | 2013–           | Nickelodeon Alaaarm, Nickelodeon Kids’ Choice Awards, Cool Factor, Hey Nickelodeon               |

## Internetauftritte

### Aktuelle Internetauftritte
Zurzeit besteht nur noch die Hauptseite nick.de als eigene Domain. Nickelodeon Deutschland betreibt außerdem einen YouTube-Kanal mit 1,75 Millionen Abonnenten.

### Ehemalige Internetauftritte
Nick nach acht besaß eine eigene Domain unter nicknachacht.de, welche bis Anfang 2014 auf nick.de umleitete. Inzwischen ist auch die Weiterleitung nicht mehr vorhanden. Gleiches gilt für die Seite von Das Haus Anubis dashausanubis.de. Diese war nach dem Ende der Serie noch länger verfügbar und wurde dann in eine Weiterleitung auf nick.de umgewandelt. Inzwischen ist auch diese Weiterleitung entfernt worden. Eine Internetseite wurde auch für iCarly gestartet, welche der in der Serie thematisierten Website entsprach. Inzwischen leitet die Seite auf die Showseite auf nick.de um.
Zum Start von Hotel 13 startete man eine Seite zur Serie im Internet, welche neben der deutschen Seite auch auf Niederländisch, Dänisch und Schwedisch abrufbar war. Die deutsche Seite war unter hotel-13.com/de/ zu finden. Inzwischen leitet die Seite wie bei iCarly auf die Showseite auf nick.de um. Eine Zeit lang gab es mit nickpremium.de und später nicktoons.de auch eine Seite für Nick Premium bzw. Nicktoons. Inzwischen leitet nicktoons.de auf nick.de weiter, die Weiterleitung von nickpremium.de auf nicktoons.de existiert deshalb nicht mehr. Neben nick.de existierte bis zum 23. September 2011 ein kostenpflichtiges Portal, in dem man exklusive Folgen der Nickstars bereits vor Ausstrahlung im TV sehen und Spiele spielen konnte, die es auf nick.de nicht gab. Clubnick.de, so der Name des Portals, wurde am 23. Oktober 2011, nach mehr als 3 Jahren, eingestellt, da man sich von nun an mehr um die kostenlosen Seiten von Nick kümmern wolle. Die Seite clubnick.de leitet heute auf einen Artikel über das Ende des Clubs auf nick.de um.
Zusätzlich gab es nicknight.de und nickjr.de, zum Programmfenster bzw. zum Pay-TV-Sender. Darüber hinaus hatten die Sendungen n-blick mit nblick.de, Teenage Mutant Ninja Turtles mit turtles.nick.de und SpongeBob Schwammkopf mit spongebob.de eine eigene Seite im Internet. Während der Schweizer Ableger mit nick.ch eine eigene Seite besaß, wurde im Programm von Nick Austria auf nick.de verwiesen. Auch nick.ch existiert nicht mehr. Ab dem 1. Januar 2012 konnte man die Websites von Nick Deutschland und Nick Schweiz auch unter nickelodeon.de bzw. nickelodeon.ch aufrufen. Dies ist inzwischen nicht mehr möglich.